# 塩屋駅 (香川県)
塩屋駅（しおやえき）は、香川県高松市牟礼町大町にある、高松琴平電気鉄道志度線の駅である。駅番号はS12。

## 駅構造
単式ホーム1面1線を有する地上駅である。無人駅。
なお、かつて本駅と房前駅との間に夏季シーズンのみ、塩屋海水浴場前駅が存在した。

### 直前駅出発通知
志度方面からの電車が直前の駅である房前を発車すると、『次の電車は房前を発車しました』との表示が､また瓦町方面からの電車が八栗新道を発車すると『次の電車は八栗新道を発車しました』と電光掲示で通知する。駅名の部分だけ光る。

## 利用状況
1日の平均乗降人員は以下の通りである。
| 1日乗降人員推移 | 1日乗降人員推移 |
| 年度            | 1日平均人数     |
| --------------- | --------------- |
| 2011年          | 114             |
| 2012年          | 114             |
| 2013年          | 125             |
| 2014年          | 125             |
| 2015年          | 139             |
| 2016年          | 143             |
| 2017年          | 141             |
| 2018年          | 127             |

## 駅周辺
- 房前の鼻
志度側の隣の駅である房前駅との間は、志度線が志度湾に沿って急カーブで抜ける景勝地で、撮影の名所となっている。
- ジョージナカシマ記念館
- 高松市立牟礼南小学校
- 国道11号
- 香川県道36号高松牟礼線

## 歴史
- 1911年（明治44年）11月18日 東讃電気軌道の駅として開業。
- 1916年（大正5年）12月25日 会社合併により四国水力電気の駅となる。
- 1942年（昭和17年）4月30日 事業譲渡により讃岐電鉄の駅となる。
- 1943年（昭和18年）11月1日 高松琴平電気鉄道志度線の駅となる。
- 1945年（昭和20年）1月26日 志度線の八栗駅・琴電志度駅間が不要不急線として休止になる。
- 1949年（昭和24年）10月9日 八栗・琴電志度間の運行再開により営業を再開 。

## 隣の駅
高松琴平電気鉄道
■志度線
八栗新道駅（S11） - 塩屋駅（S12） - （臨）塩屋海水浴場前駅- 房前駅（S13）